# Paracles laboulbeni
Paracles laboulbeni là một loài bướm đêm thuộc phân họ Arctiinae, họ Erebidae.